# Dolichopeza subvenosa
Dolichopeza subvenosa là một loài ruồi trong họ Ruồi hạc (Tipulidae). Chúng phân bố ở miền Tân bắc.